# Коврай (Іркліївська сільська громада)
Ковра́й — село в Україні, у Золотоніському районі Черкаської області. Входить до складу Іркліївської сільської громади. У селі мешкає 253 людей.

## Пам'ятки
- Літературний музей Сковороди